# Stenothremma vieti
Stenothremma vieti är en stekelart som beskrevs av Sergey A. Belokobylskij 1993. Stenothremma vieti ingår i släktet Stenothremma och familjen bracksteklar. Inga underarter finns listade i Catalogue of Life.